# NASCAR Grand National de 1956
A Temporada da NASCAR Grand National de 1956 foi a oitava edição da Nascar, com 56 etapas disputadas o campeão foi Buck Baker.

## Calendário
| Corrida | Data         | Etapa             | Circuito                        | Campeão          | Segundo          | Terceiro         |
| 1       | 13 november  | Race 1            | Hickory Motor Speedway          | Tim Flock        | Curtis Turner    | Lee Petty        |
| 2       | 20 november  | Race 2            | Charlotte Speedway              | Fonty Flock      | Tim Flock        | Lee Petty        |
| 3       | 20 november  | Race 3            | Willow Springs Speedway         | Chuck Stevenson  | Marvin Panch     | Johnny Mantz     |
| 4       | 11 december  | Race 4            | Palm Beach Speedway             | Herb Thomas      | Al Keller        | Billy Myers      |
| 5       | 22 januari   | Race 5            | Arizona State Fairgrounds       | Buck Baker       | Frank Mundy      | Tim Flock        |
| 6       | 26 februari  | Race 6            | Daytona Beach & Road Course     | Tim Flock        | Billy Myers      | Ralph Moody      |
| 7       | 4 maart      | Race 7            | Palm Beach Speedway             | Billy Myers      | Buck Baker       | Herb Thomas      |
| 8       | 18 maart     | Race 8            | Wilson Speedway                 | Herb Thomas      | Buck Baker       | Tim Flock        |
| 9       | 25 maart     | Race 9            | Lakewood Speedway               | Buck Baker       | Speedy Thompson  | Herb Thomas      |
| 10      | 8 april      | Wilkes County 160 | North Wilkesboro Speedway       | Tim Flock        | Billy Myers      | Jim Paschal      |
| 11      | 22 april     | Race 11           | Langhorne Speedway              | Buck Baker       | Herb Thomas      | Tim Flock        |
| 12      | 29 april     | Richmond 200      | Richmond International Raceway  | Buck Baker       | Herb Thomas      | Speedy Thompson  |
| 13      | 5 mei        | Arclite 100       | Columbia Speedway               | Speedy Thompson  | Buck Baker       | Joe Weatherly    |
| 14      | 6 mei        | Race 14           | Concord Speedway                | Speedy Thompson  | Buck Baker       | Herb Thomas      |
| 15      | 10 mei       | Race 15           | Greenville-Pickens Speedway     | Buck Baker       | Curtis Turner    | Joe Eubanks      |
| 16      | 12 mei       | Race 16           | Hickory Motor Speedway          | Speedy Thompson  | Billy Myers      | Buck Baker       |
| 17      | 13 mei       | Race 17           | Occoneechee Speedway            | Buck Baker       | Speedy Thompson  | Lee Petty        |
| 18      | 20 mei       | Virginia 500      | Martinsville Speedway           | Buck Baker       | Speedy Thompson  | Lee Petty        |
| 19      | 25 mei       | Race 19           | Lincoln Speedway                | Buck Baker       | Jim Paschal      | Lee Petty        |
| 20      | 27 mei       | Race 20           | Charlotte Speedway              | Speedy Thompson  | Junior Johnson   | Buck Baker       |
| 21      | 27 mei       | Race 21           | Portland Speedway               | Herb Thomas      | John Kieper      | Clyde Palmer     |
| 22      | 30 mei       | Race 22           | Eureka Speedway                 | Herb Thomas      | Gordon Haines    | Lloyd Dane       |
| 23      | 30 mei       | Race 23           | New York State Fairgrounds      | Buck Baker       | Jim Paschal      | Jim Reed         |
| 24      | 3 juni       | Race 24           | Merced Fairgrounds              | Herb Thomas      | Harold Hardesty  | Jim Graham       |
| 25      | 10 juni      | Race 25           | Memphis-Arkansas Speedway       | Ralph Moody      | Jim Paschal      | Pat Kirkwood     |
| 26      | 15 juni      | Race 26           | Southern States Fairgrounds     | Speedy Thompson  | Curtis Turner    | Lee Petty        |
| 27      | 22 juni      | Race 27           | Monroe County Fairgrounds       | Speedy Thompson  | Jim Paschal      | Herb Thomas      |
| 28      | 24 juni      | Race 28           | Portland Speedway               | John Kieper      | Clyde Palmer     | Lou Sherman      |
| 29      | 1 juli       | Race 29           | Asheville-Weaverville Speedway  | Lee Petty        | Jim Paschal      | Joe Eubanks      |
| 30      | 4 juli       | Raleigh 250       | Raleigh Speedway                | Fireball Roberts | Speedy Thompson  | Frank Mundy      |
| 31      | 7 juli       | Race 31           | Piedmont Interstate Fairgrounds | Lee Petty        | Fireball Roberts | Marvin Panch     |
| 32      | 8 juli       | Race 32           | California State Fairgrounds    | Lloyd Dane       | Chuck Meekins    | John Kieper      |
| 33      | 21 juli      | Race 33           | Soldier Field                   | Fireball Roberts | Jim Paschal      | Ralph Moody      |
| 34      | 27 juli      | Race 34           | Cleveland County Fairgrounds    | Speedy Thompson  | Ralph Moody      | Billy Myers      |
| 35      | 29 juli      | Race 35           | Montgomery Speedway             | Marvin Panch     | Buck Baker       | Bill Amick       |
| 36      | 3 augustus   | Race 36           | Oklahoma State Fairgrounds      | Jim Paschal      | Ralph Moody      | Fireball Roberts |
| 37      | 12 augustus  | Race 37           | Road America                    | Tim Flock        | Billy Myers      | Fireball Roberts |
| 38      | 17 augustus  | Race 38           | Old Bridge Stadium              | Ralph Moody      | Jim Reed         | Billy Myers      |
| 39      | 19 augustus  | Race 39           | Bay Meadows Speedway            | Eddie Pagan      | Parnelli Jones   | Chuck Meekins    |
| 40      | 22 augustus  | Race 40           | Norfolk Speedway                | Billy Myers      | Jim Paschal      | Rex White        |
| 41      | 23 augustus  | Race 41           | Piedmont Interstate Fairgrounds | Ralph Moody      | Jim Paschal      | Rex White        |
| 42      | 25 augustus  | Race 42           | Coastal Speedway                | Fireball Roberts | Billy Myers      | Jim Paschal      |
| 43      | 26 augustus  | Race 43           | Portland Speedway               | Royce Haggerty   | Clyde Palmer     | Curley Barker    |
| 44      | 3 september  | Southern 500      | Darlington Raceway              | Curtis Turner    | Speedy Thompson  | Marvin Panch     |
| 45      | 9 september  | Race 45           | Chisholm Speedway               | Buck Baker       | Ralph Moody      | Marvin Panch     |
| 46      | 12 september | Race 46           | Southern States Fairgrounds     | Ralph Moody      | Billy Myers      | Joe Eubanks      |
| 47      | 23 september | Race 47           | Langhorne Speedway              | Paul Goldsmith   | Lee Petty        | Speedy Thompson  |
| 48      | 23 september | Race 48           | Portland Speedway               | Lloyd Dane       | Eddie Pagan      | Curley Barker    |
| 49      | 29 september | Race 49           | Columbia Speedway               | Buck Baker       | Ralph Moody      | Speedy Thompson  |
| 50      | 30 september | Race 50           | Occoneechee Speedway            | Fireball Roberts | Buck Baker       | Speedy Thompson  |
| 51      | 7 oktober    | Race 51           | Newport Speedway                | Fireball Roberts | Buck Baker       | Bill Amick       |
| 52      | 17 oktober   | Race 52           | Charlotte Speedway              | Buck Baker       | Ralph Moody      | Marvin Panch     |
| 53      | 23 oktober   | Race 53           | Cleveland County Fairgrounds    | Buck Baker       | Bill Amick       | Marvin Panch     |
| 54      | 28 oktober   | Old Dominion 400  | Martinsville Speedway           | Jack Smith       | Marvin Panch     | Bill Amick       |
| 55      | 11 november  | Buddy Shuman 250  | Hickory Motor Speedway          | Speedy Thompson  | Ralph Earnhardt  | Buck Baker       |
| 56      | 18 november  | Race 56           | Wilson Speedway                 | Buck Baker       | Joe Weatherly    | Speedy Thompson  |

## Classificação final
| 1  | Buck Baker       | 9272 |
| 2  | Herb Thomas      | 8568 |
| 3  | Speedy Thompson  | 8328 |
| 4  | Lee Petty        | 8324 |
| 5  | Jim Paschal      | 7878 |
| 6  | Billy Myers      | 6920 |
| 7  | Fireball Roberts | 5794 |
| 8  | Ralph Moody      | 5548 |
| 9  | Tim Flock        | 5062 |
| 10 | Marvin Panch     | 4680 |